# بطولة ست ساعات في البحرين 2013
بطولة ست ساعات في البحرين 2013 هو سباق سيارات أقيم في حلبة البحرين الدولية بالصخير بالبحرين في 30 نوفمبر 2013 ضمن الجولة الثامنة من موسم بطولة الاتحاد الدولي للسيارات للقدرة العالمي 2013. فاز في السباق سيباستيان بويمي وستيفان سارازين وأنطوني ديفيدسون في سيارة تويوتا تي إس 030 من فريق تويوتا للسباقات.